# Архангельське (Красногорський район Московської області)
Арха́нгельське (рос. Архангельское) — селище у Красногорському районі Московської області Російської Федерації.

## Розташування
Селище розташоване на південному сході району, в 2 км на південний захід від Красногорська, висота центру над рівнем моря 158 м. Найближчі населені пункти — селище дачного господарства «Архангельське», прилегле з півдня, і село Захарково — на південному сході. Селище має автобусне сполучення з Москвою і Красногорськом.

## Історія
Веде своє походження від сільця Уполози на високому березі Москви-ріки, перша згадка якого належить до 1584 року. У 1646 році воно уперше згадане як «Архангельское» — на честь церкви Михайла Архангела (збереглася й досі). У середині XX ст. на захід від садиби «Архангельське» і санаторію побудовано робітниче селище з багатоповерхових будинків, від старого села залишилося тільки кілька будівель вздовж колишньої «Центральної вулиці».
В Архангельському провів останні роки життя Герой Радянського Союзу М. Й. Горлаченко.
У 2000-х роках у селищі збудовано новий мікрорайон на місці оранжереї санаторію.

## Населення
Станом на 2010 рік у селі проживало 3612 осіб

## Пам'ятки архітектури
Неподалік від селища, на березі стариці Москви-ріки розташована музей-садиба «Архангельське» — музей федерального значення.